# Орля (Румунія)
Орля (рум. Orlea) — село у повіті Олт в Румунії. Входить до складу комуни Орля.
Село розташоване на відстані 157 км на південний захід від Бухареста, 75 км на південь від Слатіни, 77 км на південний схід від Крайови.

## Населення
За даними перепису населення 2002 року у селі проживали 1850 осіб, з них 1849 осіб (99,9%) румунів. Рідною мовою 1849 осіб (99,9%) назвали румунську.